# Siriella robusta
Siriella robusta är en kräftdjursart som beskrevs av Pillai 1964. Siriella robusta ingår i släktet Siriella och familjen Mysidae. Inga underarter finns listade i Catalogue of Life.